# フェデックス・エクスプレス87便オーバーラン事故
フェデックス・エクスプレス87便オーバーラン事故（フェデックス・エクスプレス87びんオーバーランじこ）は、1999年10月17日にフィリピンで発生した航空事故である。上海虹橋国際空港からスービック・ベイ国際空港へ向かっていたフェデックス・エクスプレス87便（マクドネル・ダグラス MD-11F）が着陸時に滑走路をオーバーランし、乗員2人が負傷した。

## 飛行の詳細

### 事故機
事故機のマクドネル・ダグラス MD-11（N581FE）は製造番号48419として1991年に製造され、同年5月28日にアメリカン航空に納入された。1997年6月2日にフェデックスへ売却され、貨物機へ改修された。総飛行時間は30,278時間で、5,817サイクルを経験していた。

### 乗員
機長は53歳の男性であった。総飛行時間は14,000時間で、MD-11では1,430時間の経験があった。機長は1980年代にダグラス DC-8とボーイング747の副操縦士としてフライング・タイガー・ラインに雇用されていた。同社がフェデックスに統合されてからはボーイング727の機長として勤務しており、1996年4月にMD-11の機長としての乗務を開始した。
副操縦士は43歳の女性であった。総飛行時間は5,700時間で、MD-11では2,300時間の経験があった。副操縦士はフェデックス入社前はアメリカ空軍に8年在籍しており、空軍でボーイング737やC-5 (航空機)の機長を勤めていた。フェデックスへ入社後は、ボーイング727やマクドネル・ダグラス DC-10の航空機関士を勤め、その後MD-11の副操縦士としての資格を取得した。

## 事故の経緯
事故機は米国民間予備航空隊の一部として運航されていた。積み荷のほとんどは電子製品と衣服だった。スービック経済特別区は以前、スービック海軍基地が存在した場所でスービック・ベイ国際空港はフェデックスのハブ空港の1つだった。
UTC13時頃、87便は上海虹橋国際空港を離陸した。15時24分、コックピットボイスレコーダー（CVR）に機長の「対気速度が戻った、問題はない。（let's see I got the indicated airspeed again. I've got no speed problem.）」という発言が記録された。15時32分、パイロット達が再び対気速度に関する議論をしているのがCVRに記録された。1分後、速度超過警報と自動操縦の解除警報が作動した。15時53分、機長はフラップを50度に設定するよう副操縦士に指示をし、副操縦士はフラップレバーを50度の位置まで動かした。しかしフラップが50度まで展開されなかったため、副操縦士はフラップレバーを35度の位置まで戻した。15時54分、高度500フィート (150 m)で降下率の警報と対地接近警報装置が作動した。15時55分04秒、87便はスービック・ベイ国際空港の滑走路07へ着陸した。機体は滑走路上で停止せず、ローカライザーアンテナと進入灯に接触した。87便はスービック湾に突っ込み、機体はコックピットを除き全て水没した。パイロットはコックピットの窓から自力で脱出し、主翼の上で救助を待った。2人は現地の病院で治療を受けた。

## 事故調査

### パイロットへの聞き取り
機長は離陸から巡航高度への上昇中までは対気速度計に不具合は見られなかったと話した。巡航中に機体が雲に遭遇した後、自動操縦が数回解除され機長席側のプライマリ・フライト・ディスプレイ（PFD）に対気速度（IAS）の警告が表示された。機長は副操縦士席側の対気速度計と比較し、誤差が見られたため副操縦士席側の対気速度計のソースを機長席側のエア・データ・コンピュータ（ADC）に切り替えた。機長は着陸進入中に昇降舵の動作が少し違うように感じた以外、異常は見られなかったとと証言した。最終進入で、フラップが50度まで展開できず、35度のまま進入を行ったが機長は特に心配はしていなかった。機長は対気速度に問題がある場合のチェックリストの存在を知っていたが、それを使用する訓練を受けたことは無いと話した。
副操縦士も機長と同様に離陸から巡航高度への上昇中までは対気速度計に不具合は見られなかったと証言した。副操縦士は対気速度に問題がある場合のチェックリストの存在を知っていたが、ADCを統一したことによって問題が解決したため、参照しなかったと話した。また、PFDにIASの警告が表示された状況には遭遇したことが無く、そういった状況を想定した訓練も受けていなかったと述べた。

### ピトー管の検査と実験

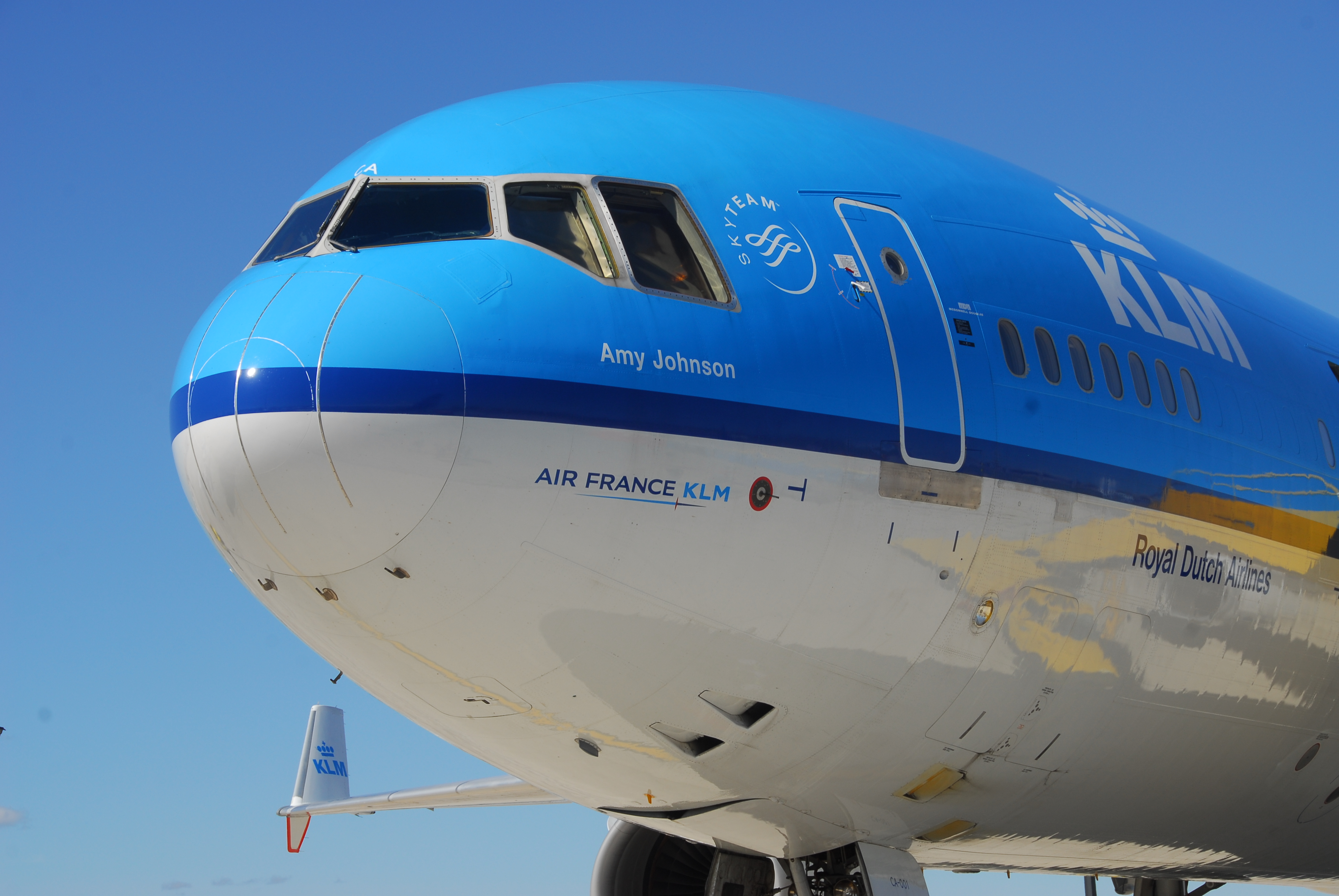
MD-11の機首部分、コックピットの真下辺りに3本設置されているのがピトー管

対気速度と飛行高度はピトー管によって測定された外気の気圧を基に計算されていた。MD-11には3本のピトー管が装備されており、それぞれ機長席側の計器、副操縦士席側の計器、予備計器用のデータを測定していた。また、ピトー管には排水口が2箇所開けられていた。副操縦士席側のピトー管の排水口を検査した結果、2つある内の1つが透明な結晶性粒子で塞がっていたことが判明した。また、ピトー管の先端部も白色の結晶性粒子や虫の死骸などで塞がっていた。機長席側のピトー管の排水口は両方ともそれぞれ白色と茶色の残留物によって塞がっており、先端部も副操縦士席側と同じ粒子などによって閉塞されていた。FAAの監督下でハネウェルとボーイングが実験を行った。実験ではピトー管内に一定量の水が入れられた。その結果、測定されるデータに誤差が生じ、対気速度が実際よりも12ノット (22 km/h)遅い速度が表示されることが判明した。これは、87便で初めに生じた誤差と一致していた。さらに実験が行われ、降下から着陸までの間に誤差がどの程度生じるのかが試験された。その結果、以下のデータが得られた。
| 高度                      | 実際の速度           | 測定された速度           | 誤差                     |
| ------------------------- | -------------------- | ------------------------ | ------------------------ |
| 37,000フィート (11,000 m) | 270ノット (500 km/h) | 257.5ノット (476.9 km/h) | −12.5ノット (−23.2 km/h) |
| 35,000フィート (11,000 m) | 270ノット (500 km/h) | 250.1ノット (463.2 km/h) | −19.9ノット (−36.9 km/h) |
| 33,000フィート (10,000 m) | 270ノット (500 km/h) | 243.7ノット (451.3 km/h) | −26.6ノット (−49.3 km/h) |
| 30,000フィート (9,100 m)  | 270ノット (500 km/h) | 243.7ノット (451.3 km/h) | −26.6ノット (−49.3 km/h) |
| 25,000フィート (7,600 m)  | 270ノット (500 km/h) | 244.3ノット (452.4 km/h) | −25.7ノット (−47.6 km/h) |
| 25,000フィート (7,600 m)  | 240ノット (440 km/h) | 217.3ノット (402.4 km/h) | −22.7ノット (−42.0 km/h) |
| 20,000フィート (6,100 m)  | 240ノット (440 km/h) | 210ノット (390 km/h)     | −30ノット (−56 km/h)     |
| 10,000フィート (3,000 m)  | 240ノット (440 km/h) | 210.3ノット (389.5 km/h) | −29.7ノット (−55.0 km/h) |
| 10,000フィート (3,000 m)  | 170ノット (310 km/h) | 137.6ノット (254.8 km/h) | −32.4ノット (−60.0 km/h) |
| 0フィート (0 m)           | 170ノット (310 km/h) | 124.9ノット (231.3 km/h) | −45.1ノット (−83.5 km/h) |

その後の調査で、事故機で対気速度に異常が見られるという報告が以前から多々あったことが判明した。フェデックスは様々な処置をしていたが、問題の根本であった排水口の検査は行っていなかった。

### 対気速度の不一致
コックピットボイスレコーダーとデジタルフライトデータレコーダー（DFDR）の記録によれば、着陸の43分前から対気速度の不一致が発生し始めていた。90秒後、機体が37,000フィート (11,000 m)を巡航中に自動操縦が解除された。ボーイングによれば、自動操縦は対気速度の値に12ノット (22 km/h)以上の誤差が生じると自動的に解除される仕組みになっていた。調査官はDFDRとCVRに録音されたパイロットの会話から、機長席側の計器と副操縦士側の計器に表示された対気速度を以下のようにまとめた。
| 高度                    | 機長席側の計器       | 副操縦士側の計器     | 両者の誤差          |
| ----------------------- | -------------------- | -------------------- | ------------------- |
| 8,040フィート (2,450 m) | 239ノット (443 km/h) | 270ノット (500 km/h) | 31ノット (57 km/h)  |
| 7,610フィート (2,320 m) | 231ノット (428 km/h) | 260ノット (480 km/h) | 29ノット (54 km/h)  |
| 5,620フィート (1,710 m) | 219ノット (406 km/h) | 255ノット (472 km/h) | 36ノット (67 km/h)  |
| 5,070フィート (1,550 m) | 205ノット (380 km/h) | 238ノット (441 km/h) | 33ノット (61 km/h)  |
| 3,140フィート (960 m)   | 182ノット (337 km/h) | 239ノット (443 km/h) | 57ノット (106 km/h) |
| 820フィート (250 m)     | 172ノット (319 km/h) | 217ノット (402 km/h) | 45ノット (83 km/h)  |
| 0フィート (0 m)         | 151ノット (280 km/h) | 196ノット (363 km/h) | 45ノット (83 km/h)  |

初めに12ノット (22 km/h)の誤差が機長席側の計器に生じてから、降下するにつれて誤差は大きくなっていき、最終的に45ノット (83 km/h)の差が生じた。これは、実験で得られたデータと類似していた。

### 事故原因
最終報告書では、パイロットが誤った対気速度の表示に対して適切な対応を取れず、正しい対気速度を認識できなかったことが事故原因とされた。また、ピトー管の排水口が閉塞されていたこと、対気速度の異常を知らせる警報装置が不十分だったこと、チェックリストの手順に予備計器を参照することが含まれていなかったことが事故要因として挙げられた。

### 耐空性改善命令
この事故を受けて連邦航空局（FAA）は耐空性改善命令（AD）を発行した。ADではDC-10、及びMD-11のピトー管の排水口を650時間ごとに検査し、穴が詰まっていないか確認するよう求められた。